# Walking with Strangers
Walking with Strangers je třetí studiové album kanadské hudební skupiny The Birthday Massacre, které vyšlo v roce 2007.

## Seznam skladeb
| Pořadí | Název                  | Hudba                     | Text                 | Délka |
| ------ | ---------------------- | ------------------------- | -------------------- | ----- |
| 1.     | Kill the Lights        | Rainbow, M. Falcore       | Rainbow, Chibi       | 3:55  |
| 2.     | Goodnight              | Rainbow, M. Falcore       | Rainbow              | 4:02  |
| 3.     | Falling Down           | Rainbow, M. Falcore, O.E. | Rainbow, Chibi       | 4:12  |
| 4.     | Unfamiliar             | Rainbow, M. Falcore, O.E. | Rainbow, O.E.        | 3:18  |
| 5.     | Red Stars              | Rainbow, M. Falcore, O.E. | Rainbow, Chibi, O.E. | 3:41  |
| 6.     | Looking Glass          | Rainbow, M. Falcore, O.E. | Rainbow, Chibi, O.E. | 4:25  |
| 7.     | Science                | Rainbow, M. Falcore       | Rainbow              | 4:04  |
| 8.     | Remember Me            | Rainbow, M. Falcore       | Rainbow, Chibi       | 4:07  |
| 9.     | To Die For             | Rainbow, M. Falcore       | Rainbow              | 5:05  |
| 10.    | Walking with Strangers | Rainbow, M. Falcore, O.E. | Rainbow, Chibi, O.E. | 3:55  |
| 11.    | Weekend                | Rainbow                   | Rainbow, Chibi       | 3:53  |
| 12.    | Movie                  | Rainbow, M. Falcore, O.E. | Rainbow              | 5:03  |